# Escudo de la República Socialista de Macedonia
El Emblema de la República Socialista de Macedonia fue adoptado el 27 de julio de 1946 por el gobierno de la República Socialista de Macedonia. Está basado en el emblema nacional de la RFS de Yugoslavia.

## Descripción
El escudo está compuesto por los Montes Šar, el Río Vardar y el Lago de Ocrida con un sol naciente al fondo, los cuales son abrazados por dos haces de trigo, hojas de tabaco y adormideras (que representan la agricultura) rodeados por una cinta roja. Encima del conjunto hay una estrella roja de cinco puntas con borde dorado (símbolo del socialismo).

## Historia
El emblema actual es una versión revisada del adoptado el 27 de julio de 1946 por la Asamblea de la República Popular de Macedonia. La versión original de 1946 representaba las montañas Pirin, que forman parte de la región de Macedonia, para simbolizar una futura "Macedonia unida" como parte de una nueva federación balcánica. El emblema fue creado por Vasilije Popovic-Cico. Después de que Yugoslavia rompió con la Unión Soviética en 1948, la Unión Soviética no obligó a Bulgaria y Albania a formar una Federación Balcánica con Yugoslavia y el concepto de Macedonia Unida como parte de tal federación ya no era realista. 

Dos días después de su adopción, el simbolismo de ese dispositivo fue descrito en el periódico Nova Makedonija, de la siguiente manera:
El [escudo de armas] de la República Popular de Macedonia es un símbolo de la libertad y la hermandad del pueblo macedonio y la riqueza de la tierra macedonia. La estrella de cinco puntas simboliza la Guerra de Liberación Nacional a través de la cual el pueblo macedonio ganó la libertad. En el centro, está la montaña Pirin, la montaña más alta de Macedonia que ha sido el centro de las Guerras de Liberación Nacional en el pasado. El río que se muestra en el emblema es el río Vardar, el río macedonio más famoso de la república. Pirin y Vardar simbolizan al mismo tiempo la unidad de todas las partes de Macedonia y el ideal de nuestro pueblo por la unidad nacional.
La versión supervisada fue aprobada constitucionalmente por la Constitución de la República Popular de Macedonia del 31 de diciembre de 1946. 